# 푸체키오
푸체키오(이탈리아어: Fucecchio)는 이탈리아 토스카나주 피렌체현에 있는 코무네다.